# Itaboraí
Itaboraí es una ciudad brasileña situada en el estado de Río de Janeiro. Según el censo de 2022, tiene una población de 224 267 habitantes.
Su nombre proviene del tupí y significa piedra bonita.

## Historia
El origen de la ciudad está relacionado con la historia de la extinta Villa de Santo Antônio de Sá, también conocida como Villa de Santo Antônio de Macacu, que tuvo su origen en 1567. La fundación de Itaboraí se produjo en 1672, con la inauguración de una capilla dedicada a San Juan Bautista, sustituida por otro templo en 1684.
Durante el siglo XVIII, la freguesia de São João de Itaboraí creció considerablemente: hacia 1778 era la más importante de la Villa de Santo Antônio de Sá, considerada un gran centro agrícola. En 1780, gran parte del azúcar producido por los 80 ingenios de las freguesias cercanas era embarcado en cajas de madera en los 14 barcos pertenecientes al puerto, razón por la cual este llevaba el nombre de Porto das Caixas (Puerto de las Cajas).
En 1829, la población de la freguesia de São João de Itaboraí sufrió una epidemia de malaria, lo que causó muchos decesos y un gran detrimento para la región. El 15 de enero de 1833, la freguesia fue elevada a la categoría de villa por un Decreto Imperial, y el 22 de mayo del mismo año se instaló la primera Cámara de Concejales.
A partir de 1850, la transportación fluvial empezó a ser sustituida por la ferroviaria. El 23 de abril de 1860, con la inauguración del primer trecho del Camino de Hierro Niterói-Cantagalo, Itaboraí consolidó su importancia económica, dado que por allí recibía toda la producción del nordeste fluminense, la cual era enviada a embarcaciones por el río Aldeia hasta el río Macacu, y de este a la bahía de Guanabara para ser comercializada. A pesar de esto, la Villa de Santo Antônio de Sá entró en decadencia debido a la pérdida de su condición de centro de almacenamiento comercial.
El 5 de julio de 1874 fue inaugurado el Camino Ferro-Carril Niteroiense, que iba de Maruí, en Niterói, a Porto das Caixas. El camino unía Nova Friburgo y Cantagalo directamente al puerto de la capital de la provincia, sustituyendo el transporte fluvial realizado a través de Porto das Caixas, lo que llevó a su decadencia y por consecuencia al de la Villa de São João de Itaboraí. La situación se agravó por la liberación de los esclavos, lo que llevó a muchos hacendados a la bancarrota.
En 2012, con la construcción del Complejo Petroquímico del Estado de Río de Janeiro (COMPERJ), la ciudad experimentó un boom inmobiliario, con la construcción de modernos edificios corporativos, centros comerciales, hoteles nacionales e internacionales, desarrollos residenciales, y la llegada de nuevas tiendas y negocios.
Con el esquema descubierto por la Operación Lava-Jato, COMPERJ quedó paralizado y se produjeron despidos masivos, lo que afectó directamente la economía de la ciudad.